# Phyllolobium lineariauriferum
Phyllolobium lineariauriferum är en ärtväxtart som först beskrevs av Pei Chun Qiong Li, och fick sitt nu gällande namn av M.L.Zhang och Dieter Podlech. Phyllolobium lineariauriferum ingår i släktet Phyllolobium och familjen ärtväxter. Inga underarter finns listade i Catalogue of Life.